# Blood, Sweat & Tears
I Blood, Sweat & Tears (BS&T) sono un gruppo musicale rock statunitense formatosi nel 1967 a New York. 
Diversamente dalle altre band "fusion", le canzoni dei BS&T mischiano gli stili rock, pop, R&B, soul aggiungendo anche elementi della tradizione dei gruppi musicali jazz.

## Storia
La band nacque da un'intuizione di Al Kooper, che aveva iniziato la sua carriera musicale a quattordici anni e si era distinto come autore di diversi brani che avevano scalato le classifiche USA, oltre che come session man di Bob Dylan. Kooper fondò dapprima i Blues Project, staccandosene molto rapidamente e portando con sé Steve Katz. L'idea era quella di fondere rock e jazz (un ibrido che venne poi conosciuto come jazz-rock) basandosi soprattutto sulle capacità tecniche e interpretative dei singoli musicisti.
Insieme ai già citati Kooper e Katz, del nucleo originale della band facevano parte Jim Fielder, Fred Lipsius, Randy Brecker, Jerry Weiss, Dick Halligan e Bobby Colomby.
Nel 1968 la band pubblicò il primo album, Child Is Father to the Man, in cui accanto a composizioni dello stesso Kooper compaiono cover di brani di Tim Buckley, Harry Nilsson, Randy Newman e Carole King, tutte arrangiate dando grande risalto ai fiati in un impasto di suoni innovativo per un gruppo rock dell'epoca.
Durante la preparazione del secondo album, Al Kooper abbandonò il gruppo ma vi entrò (fra altri tre elementi) come voce solista il canadese David Clayton-Thomas che, grazie al suo inconfondibile timbro di stampo blues, mise a segno due successi pubblicati anche come 45 giri: You've Made Me So Very Happy e Spinning Wheel. Entrambi i brani compaiono nell'album successivo del gruppo, intitolato semplicemente Blood, Sweat & Tears. Anche se la critica giudicò il lavoro meno "audace" del precedente, l'effetto del cambio di formazione fu positivo dal punto di vista commerciale, tanto è vero che l'album è rimasto il più venduto del gruppo.
Sulla scia del precedente e con una formazione praticamente uguale, nel 1970 fu pubblicato il successivo lavoro, Blood, Sweat & Tears 3, costituito da cover ma con qualche composizione originale, mentre l'anno seguente Blood, Sweat & Tears 4 rappresenta l'ultimo album in cui compaiono i fondatori Halligan e Lipsius e la voce solista di Clayton-Thomas. Quest'ultimo abbandonò il gruppo ufficialmente con lo scopo di tentare una carriera solista; sembra tuttavia che alla base della decisione ci fossero delle difficoltà sindacali dovute alla sua cittadinanza canadese.
Con una formazione parzialmente rinnovata e con la presenza di molti talentuosi musicisti quali i bassisti Jaco Pastorius e Wayne Pedzwater, il chitarrista svedese Georg Wadenius e il sassofonista Lou Marini, il gruppo si ripresentò al pubblico l'anno successivo con un album che, non a caso, abbandonava la consuetudine della semplice numerazione preferendo il titolo New Blood. Il nuovo repertorio fu lanciato nel corso di un tour (anche fuori dagli Stati Uniti, che toccò per pochissime date anche l'Italia), ma la mancanza di creatività e i cambiamenti di formazione (primo fra tutti la presenza di una voce solista meno carismatica) diede inizio a una involuzione che portò la band a perdere progressivamente i numerosi fans e ad esibirsi nei locali di intrattenimento di Las Vegas per un pubblico completamente differente.
Nel 1976 rientra il cantante David Clayton-Thomas e tenta, con una formazione completamente rinnovata, di reinventare il gruppo, ma il risultato commerciale è deludente. Come unico titolare (insieme a Bobby Colomby) del marchio Blood Sweat & Tears, vi rimane fino al 2004, ma la produzione discografica si ferma al 1980.
Dal 2014 il cantante e front-man è Bo Bice.

## Discografia

### Album in studio
- 1968 - Child Is Father to the Man
- 1968 - Blood, Sweat & Tears
- 1970 - Blood, Sweat & Tears 3
- 1971 - Blood, Sweat & Tears 4
- 1972 - New Blood
- 1973 - No Sweat
- 1974 - Mirror Image
- 1975 - New City
- 1976 - More Than Ever
- 1977 - Brand New Day
- 1980 - Nuclear Blues

### Live
- 1976 - In Concert

### Raccolte
- 1972 - Greatest Hits

### Colonne sonore
- 1970 - The Owl and the Pussy Cat

## Formazione

### Formazione attuale
- Chris Rodriguez - voce
- Julian Coryell - chitarra
- Adam Klipple - tastiera
- Anibal Rojas - flauto
- Ric Fierabracci - basso
- Dylan Elise - batteria

### Ex componenti
- Al Kooper - voce, organo, piano
- Steve Katz - chitarra, liuto
- Jim Fielder - basso
- Bobby Colomby - batteria, percussioni, voce
- Randy Brecker - tromba, flicorno
- Lew Soloff - tromba, flicorno
- Jerry Weiss - tromba, flicorno
- Chuck Winfield - tromba, flicorno
- Dick Halligan - trombone
- Jerry Hyman - trombone
- Fred Lipsius - sassofono
- David Clayton-Thomas - voce
- Bobby Doyle - tastiera (1972)
- Joe Henderson - sassofono (1972)
- Lou Marini - sassofono (1972–1974)
- Larry Willis - tastiera (1972–1978)
- Georg Wadenius - chitarra (1972–1975)
- Jerry Fisher - voce (1972–1974)
- John Madrid - trombone (1973)
- Ron McClure - basso (1974–1975, 1976)
- Mike Stern - chitarra (1975–1977)
- Don Alias - batteria (1975–1976)
- Roy McCurdy - batteria (1976–1977)
- Randy Bernsen - chitarra (1977)
- Barry Finnerty - chitarra (1977–1978)
- Neil Stubenhaus - basso (1977–1978)
- Wayne Pedzwater - basso (1980-1981)